# Paulus Bor

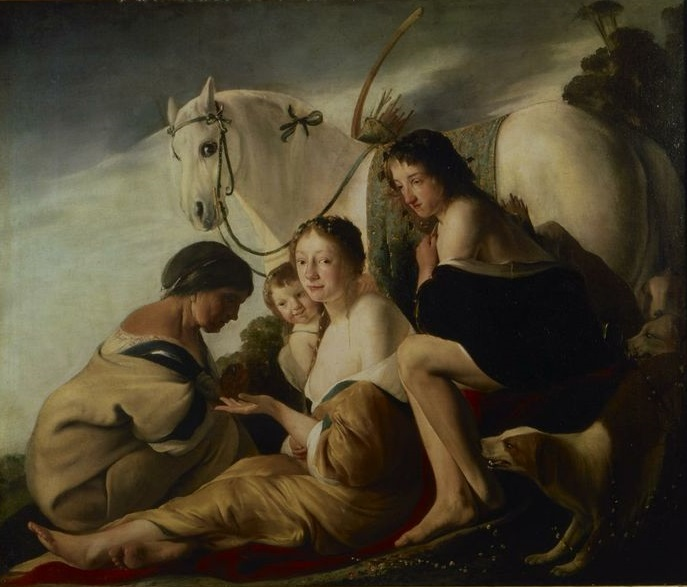
Representación de 'La joven pagana española, firmado y fechado P. Bor 1641, óleo sobre lienzo, 123,8 x 147,5 cm, Utrecht, Centraal Museum.

Paulus Bor (Amersfoort, c. 1601–1669) fue un pintor barroco neerlandés, vinculado a las corrientes caravaggistas de la Escuela de Utrecht.

## Biografía
Descendiente, al parecer, de una familia ilustre, nada se sabe de su vida hasta 1623, cuando se le documenta en Roma entre los fundadores del grupo de los Bentvueghels, la agrupación de pintores nórdicos activos en Roma, donde se le conocía por el seudónimo de Orlando. En 1626 se encontraba de vuelta en Amersfoort, inscrito en la Hermandad de San Lucas, reconocida como gremio en 1630. A propuesta de Jacob van Campen participó en 1638 en la decoración del palacio Honselaersdijk. En 1656 fue nombrado regente del hospital de pobres de Armen de Poth, una institución católica a la que el mismo año regaló dos bodegones de grandes dimensiones.
Paulus Bor fue pintor de alegorías y pintura de historia, religiosa y mitológica, aunque también se le conocen algunos retratos y naturalezas muertas. Entre sus obras conservadas, en reducido número, pueden destacarse dos obras conservadas en el Centraal Museum de Utrecht: Jesús en el templo entre los doctores, de carácter tenebrista, con los doctores del templo de Jerusalén rudamente representados, y Representación de 'La joven pagana española', ilustración de un relato de Jacob Cats incorporado a la tercera parte de su Proef-stecn van der Trou-ringh, adaptación a su vez de La gitanilla de Miguel de Cervantes.